# Rufirallus
Rufirallus Bonaparte, 1856 è un genere di uccelli della famiglia dei Rallidi.

## Tassonomia
Ad esso sono ascritte due specie, entrambe originarie dell'America meridionale:
- Rufirallus viridis (P. L. S. Müller, 1776) - schiribilla corona rossiccia;
- Rufirallus castaneiceps (P. L. Sclater e Salvin, 1869) - schiribilla testacastana.